# Carmencita
Carmencita is een Amerikaanse film uit 1894. De film werd gemaakt door de Edison Manufacturing Company en geregisseerd door William K.L. Dickson.
De Spaanse danseres Carmencita werd gefilmd in maart 1894 in Edisons filmstudio Black Maria in West Orange (New Jersey). Het was de eerste vrouw die verscheen voor een filmcamera en misschien wel de eerste vrouw die getoond werd in een Amerikaanse film. In sommige gevallen werd de projectie van deze "schandalige film" op de kinetoscoop verboden omdat zij de benen en onderkleding van Carmencita toonde terwijl ze draaide en danste. Dit was een van de eerste gevallen van censuur in de filmindustrie.